# Різнороб
Різноро́б (також підсобник, помилково вживається і росіянізм різноробочий)  — робітник, який виконує різноманітну підсобну, допоміжну роботу, що не потребує спеціальної підготовки, себто робітник без певної кваліфікації.
Попри те, що праця різнороба не кваліфікована, у сфері будівництва та ремонту, вона є ключовою професією. Різноробу часто доводиться виконувати тяжку і брудну роботу: це прибирання будівельного сміття, навантаження та розвантаження транспорту, робота із заливкою бетону, і таких прикладів можна навести безліч.